# Bühren
Bühren es un municipio situado en el distrito de Gotinga, en el estado federado de Baja Sajonia (Alemania). Tiene una población estimada, a fines de 2021, de 521 habitantes.
Está ubicado a poca distancia al este de la frontera con el estado de Hesse.